# Rajdowe Samochodowe Mistrzostwa Polski 1987
Ten artykuł dotyczy sezonu 1987 Rajdowych Samochodowych Mistrzostw Polski.

## Kalendarz[1]
| Runda | Data               | Nazwa rajdu                | Baza rajdu        | Nawierzchnia  | Zwycięzca        | Raport |
| 1     | 24-25 stycznia     | 3. Zimowy Rajd Dolnośląski | Kłodzko           | śnieg/lód     | Marian Bublewicz | Wyniki |
| 2     | 4-5 kwietnia       | 15. Rajd Elmot             | Wałbrzych         | asfalt        | Marian Bublewicz | Wyniki |
| 3     | 30-31 maja         | 12. Rajd Krakowski         | Myślenice         | szuter/asfalt | Ryszard Adamek   | Wyniki |
| 4     | 19-20 września     | 35. Rajd Wisły             | Cieszyn           | szuter/asfalt | Marian Bublewicz | Wyniki |
| 5     | 2-4 października   | 15. Rajd Kormoran          | Olsztyn           | szuter        | Marian Bublewicz | Wyniki |
| 6     | 17-18 października | 21. Rajd Warszawski        | Warszawa, Olsztyn | szuter/asfalt | Marian Bublewicz | Wyniki |

## Klasyfikacja generalna kierowców[1][2]
Punkty w klasyfikacji generalnej przyznawano za 10 pierwszych miejsc według systemu: 20-15-12-10-8-6-4-3-2-1. Do końcowej klasyfikacji zaliczano zawodnikom 5 najlepszych wyników. 
| Poz. | Kierowca            | ZIM | ELM | KRA | WIS | KOR | WAR | Suma pkt |
| ---- | ------------------- | --- | --- | --- | --- | --- | --- | -------- |
| 1    | Marian Bublewicz    | 1   | 1   |     | 1   | 1   | 1   | 100      |
| 2    | Lesław Orski        | 2   | 3   | 5   | 2   | 5   | 18  | 58       |
| 3    | Ryszard Adamek      |     | 5   | 1   | 3   |     | 4   | 50       |
| 4    | Marek Sadowski      | 27  | 6   | 2   | 5   | 2   |     | 44       |
| 5    | Ryszard Trzciński   | 8   |     | 4   | 4   |     | 2   | 38       |
| 6    | Paweł Przybylski    | 6   | 7   | 3   | 6   | NU  | NU  | 28       |
| 7    | Piotr Kufrej        |     | ?   | NU  | 10  | 3   | 3   | 30       |
| 8    | Romuald Chałas      | 4   |     |     |     | 4   |     | 20       |
| 9    | Janusz Szerla       | DK  | 2   |     | NU  | NU  | NU  | 15       |
| 10   | Krzysztof Hołowczyc | 11  | 8   | 7   | 9   |     | 7   | 16       |
| 11   | Andrzej Koper       | 3   |     |     |     | 17  |     | 12       |
| 12   | Dariusz Poletyło    | 9   | 11  | 9   |     |     | 5   | 12       |
| 13   | Robert Gryczyński   | 13  |     | 6   | 8   | 8   |     | 12       |
| 14   | Bogdan Wozowicz     |     | 4   |     |     |     |     | 10       |
| 15   | Bogdan Herink       | 5   | 9   | 12  | 33  |     |     | 10       |
| 16   | Wiesław Stec        |     |     | NU  | 7   |     | 6   | 10       |
| 17   | Andrzej Białowąs    |     |     | 36  | 24  | 6   |     | 6        |
| 18   | Waldemar Doskocz    | 7   |     |     | 23  |     |     | 4        |
| 18   | Jerzy Dyszy         |     |     | 24  |     | 7   |     | 4        |
| 20   | Michał Kulikowski   |     |     | 18  | 17  |     | 8   | 3        |
| 20   | Stanisław Pawełczak | 21  | 15  | 8   | NU  |     | 13  | 3        |
| 22   | Robert Kępka        | 12  |     | NU  | 15  | NU  | 9   | 2        |
| 22   | Bohdan Ludwiczak    |     |     | NU  | 39  | 9   |     | 2        |
| 24   | Waldemar Kramarz    | 23  |     | 10  | 16  |     | 10  | 2        |
| 25   | Marek Ryndak        | 10  |     | 23  | NU  |     |     | 1        |
| 25   | Jan Kościuszko      |     | 10  | NU  |     |     |     | 1        |
| 25   | Artur Norin         |     | 13  | 16  |     | 10  |     | 1        |
| 25   | Janusz Makówka      | 14  |     | 39  | NU  |     | 10  | 1        |

| Kolor     | Opis                   |
| --------- | ---------------------- |
| Złoty     | Zwycięzca              |
| Srebrny   | 2. miejsce             |
| Brązowy   | 3. miejsce             |
| Zielony   | Punktowane miejsce     |
| Niebieski | Ukończył nie punktował |
| Fioletowy | Nie ukończył NU        |
| Czarny    | Wykluczony X           |
| Biały     | Nie wystartował NW     |
| Puste     | Nie brał udziału       |

| Poz. | Kierowca            | ZIM | ELM | KRA | WIS | KOR | WAR | Suma pkt |
| ---- | ------------------- | --- | --- | --- | --- | --- | --- | -------- |
| 1    | Marian Bublewicz    | 1   | 1   |     | 1   | 1   | 1   | 100      |
| 2    | Lesław Orski        | 2   | 3   | 5   | 2   | 5   | 18  | 58       |
| 3    | Ryszard Adamek      |     | 5   | 1   | 3   |     | 4   | 50       |
| 4    | Marek Sadowski      | 27  | 6   | 2   | 5   | 2   |     | 44       |
| 5    | Ryszard Trzciński   | 8   |     | 4   | 4   |     | 2   | 38       |
| 6    | Paweł Przybylski    | 6   | 7   | 3   | 6   | NU  | NU  | 28       |
| 7    | Piotr Kufrej        |     | ?   | NU  | 10  | 3   | 3   | 30       |
| 8    | Romuald Chałas      | 4   |     |     |     | 4   |     | 20       |
| 9    | Janusz Szerla       | DK  | 2   |     | NU  | NU  | NU  | 15       |
| 10   | Krzysztof Hołowczyc | 11  | 8   | 7   | 9   |     | 7   | 16       |
| 11   | Andrzej Koper       | 3   |     |     |     | 17  |     | 12       |
| 12   | Dariusz Poletyło    | 9   | 11  | 9   |     |     | 5   | 12       |
| 13   | Robert Gryczyński   | 13  |     | 6   | 8   | 8   |     | 12       |
| 14   | Bogdan Wozowicz     |     | 4   |     |     |     |     | 10       |
| 15   | Bogdan Herink       | 5   | 9   | 12  | 33  |     |     | 10       |
| 16   | Wiesław Stec        |     |     | NU  | 7   |     | 6   | 10       |
| 17   | Andrzej Białowąs    |     |     | 36  | 24  | 6   |     | 6        |
| 18   | Waldemar Doskocz    | 7   |     |     | 23  |     |     | 4        |
| 18   | Jerzy Dyszy         |     |     | 24  |     | 7   |     | 4        |
| 20   | Michał Kulikowski   |     |     | 18  | 17  |     | 8   | 3        |
| 20   | Stanisław Pawełczak | 21  | 15  | 8   | NU  |     | 13  | 3        |
| 22   | Robert Kępka        | 12  |     | NU  | 15  | NU  | 9   | 2        |
| 22   | Bohdan Ludwiczak    |     |     | NU  | 39  | 9   |     | 2        |
| 24   | Waldemar Kramarz    | 23  |     | 10  | 16  |     | 10  | 2        |
| 25   | Marek Ryndak        | 10  |     | 23  | NU  |     |     | 1        |
| 25   | Jan Kościuszko      |     | 10  | NU  |     |     |     | 1        |
| 25   | Artur Norin         |     | 13  | 16  |     | 10  |     | 1        |
| 25   | Janusz Makówka      | 14  |     | 39  | NU  |     | 10  | 1        |

| Kolor     | Opis                   |
| --------- | ---------------------- |
| Złoty     | Zwycięzca              |
| Srebrny   | 2. miejsce             |
| Brązowy   | 3. miejsce             |
| Zielony   | Punktowane miejsce     |
| Niebieski | Ukończył nie punktował |
| Fioletowy | Nie ukończył NU        |
| Czarny    | Wykluczony X           |
| Biały     | Nie wystartował NW     |
| Puste     | Nie brał udziału       |

Podział samochodów startujących w RSMP na grupy według regulaminów FIA:
- Grupa N - Samochody turystyczne wyprodukowane w ilości co najmniej 5000 egzemplarzy w ciągu kolejnych 12 miesięcy. Prawie całkowity zakaz przeróbek mających na celu poprawienie osiągów samochodu.
- Grupa A - Samochody turystyczne wyprodukowane w ilości co najmniej 5000 egzemplarzy w ciągu kolejnych 12 miesięcy z dużą ilością możliwych przeróbek polepszających osiągi pojazdu.
- Grupa B - Samochody GT wyprodukowane w ilości co najmniej 200 egzemplarzy w ciągu kolejnych 12 miesięcy. Dopuszczalne takie same przeróbki jak dla wozów grupy A.

W RSMP grupy N, A i B podzielone były na klasy:
- N-01 - markowa Polski Fiat 126p gr. N
- N-02 - samochody gr. N do 1600 cm3
- A-11 - samochody gr. A do 700 cm3
- A-12 - samochody gr. A do 1300 cm3
- A-13 - samochody gr. A powyżej 1300 cm3
- A-14 - markowa FSO 1600 i Polonez 1600 gr. A
- B-21 - wszystkie samochody gr. B
- P-31 - prototypy i samochody nie homologowane.

W klasach do końcowej klasyfikacji zaliczano zawodnikom 4 najlepsze wyniki. Punkty w klasach przyznawano za 6 pierwszych miejsc według systemu: 9-6-4-3-2-1. Zaliczano 4 najlepsze wyniki.
W klasyfikacji zespołowej stosowano również system 9-6-4-3-2-1. Do końcowej klasyfikacji zaliczano każdemu zespołowi 5 najlepszych wyników.
W Pucharach FSO i FSM klasyfikowani byli prywatni kierowcy używający sprzętu obu tych firm. Punkty przyznawano tu według systemu: 20-15-12-10-8-6-5-4-3-2-1.
Pogrubioną czcionką wyróżniono zdobywców tytułów Mistrzów i Wicemistrzów Polski.

### Klasa P-31[1]
| Msc | Kierowca       | Samochód            | Punkty |
| --- | -------------- | ------------------- | ------ |
| 1   | Marek Sadowski | Polonez 2000        | 30     |
| 2   | Bogdan Herink  | Ford Escort 2000 RS | 20     |
| 3   | Wiesław Stec   | Opel Manta E        | 19     |

### Klasa B-21[1]
| Msc | Kierowca          | Samochód       | Punkty |
| --- | ----------------- | -------------- | ------ |
| 1   | Marian Bublewicz  | Polonez 2000   | 36     |
| 2   | Ryszard Adamek    | Polonez 2000   | 23     |
| 3   | Ryszard Trzciński | Łada 2105 VFTS | 22     |

### Klasa A-14[1]
| Msc | Kierowca          | Samochód                  | Punkty |
| --- | ----------------- | ------------------------- | ------ |
| 1   | Paweł Przybylski  | Polonez 1600/ FSO 1600    | 33     |
| 2   | Piotr Kufrej      | FSO 1600                  | 22     |
| 3   | Robert Gryczyński | Polonez 1500/Polonez 1600 | 19     |

### Klasa A-12[1]
| Msc | Kierowca            | Samochód  | Punkty |
| --- | ------------------- | --------- | ------ |
| 1   | Waldemar Kramarz    | FSO 1300  | 30     |
| 2   | Stanisław Pawełczak | Łada 2105 | 28     |
| 3   | Waldemar Doskocz    | FSO 1300  | 21     |

### Klasa A-11[1]
| Msc | Kierowca       | Samochód         | Punkty |
| --- | -------------- | ---------------- | ------ |
| 1   | Robert Kępka   | Polski Fiat 126p | 33     |
| 2   | Piotr Świeboda | Polski Fiat 126p | 30     |
| 3   | Robert Herba   | Polski Fiat 126p | 20     |

### Klasa N-02[1]
| Msc | Kierowca            | Samochód | Punkty |
| --- | ------------------- | -------- | ------ |
| 1   | Artur Norin         | FSO 1500 | 30     |
| 2   | Janusz Makówka      | FSO 1500 | 22     |
| 3   | Krzysztof Winkowski | FSO 1500 | 18     |

### Klasa N-01[1]
| Msc | Kierowca          | Samochód         | Punkty |
| --- | ----------------- | ---------------- | ------ |
| 1   | Krzysztof Koczur  | Polski Fiat 126p | 36     |
| 2   | Marek Gieruszczak | Polski Fiat 126p | 15     |
| 3   | Janusz Wichrowski | Polski Fiat 126p | 15     |

### Puchar FSO[1]
| Msc | Kierowca         | Samochód     | Punkty |
| --- | ---------------- | ------------ | ------ |
| 1   | Waldemar Kramarz | FSO 1300     | 80     |
| 2   | Marek Sadowski   | Polonez 2000 | 78     |
| 3   | Artur Norin      | FSO 1500     | 70     |

### Puchar FSM[1]
| Msc | Kierowca            | Samochód         | Punkty |
| --- | ------------------- | ---------------- | ------ |
| 1   | Piotr Świeboda      | Polski Fiat 126p | 85     |
| 2   | Janusz Wichrowski   | Polski Fiat 126p | 45     |
| 3   | Jarosław Strzelecki | Polski Fiat 126p | 44     |

### Klasyfikacja zespołowa[1]
| Msc | Zespół                        | Punkty |
| --- | ----------------------------- | ------ |
| 1   | Autoklub Rzemieślnik Warszawa | 42     |
| 2   | Automobilklub Śląski          | 31     |
| 3   | Automobilklub Krakowski       | 25     |